# Богданов, Николай Александрович
Николай Александрович Богданов (17 ноября 1915, Александров, Владимирская губерния — 9 июня 1976, Москва) — советский государственный и хозяйственный деятель.

## Биография
Родился в 1915 году в Александрове. Член КПСС.
В 1940 окончил Тульский механический институт по специальности инженер-механик.
В 1940—41 работал мастером на заводе в Новочеркасске, в 1941—46 на заводе в Златоусте Челябинской области. 
С 1946 на Загорском электромеханическом заводе (ныне Сергиев Посад Московской области): начальник цеха, ОТК завода, в 1950—53 начальник производства завода.
В 1953—60 главный инженер, в 1960—65 директор Ижевского мотоциклетного завода (завода № 524).
С 1965 заместитель Министра радиопромышленности СССР, с 1966 года - Первый заместитель Министра радиопромышленности СССР .
Избирался депутатом Верховного Совета СССР 6-го созыва.
Умер в Москве в 1976 году. Похоронен на Новодевичьем кладбище .